# Love Enhanced Single Collection
LOVE ENHANCED ♥ single collection – druga składanka singli Namie Amuro wydana przez wytwórnię avex trax. Album zawiera piosenki z jedenastu singli wydanych pomiędzy 1998, a 2002. Na płycie nie znalazł się singel toi et moi, który został wykluczony, gdyż mógł być sprzedawany detalicznie tylko raz. toi et moi nie znalazł się również w albumie Genius 2000.  W dniu 28 stycznia 2004 Amuro wydała album w wersji DVD.

## Lista utworów
| 1.  | Say the word              | 3:54    |
|     |                           |         |
| 2.  | RESPECT the POWER OF LOVE | 5:13    |
|     |                           |         |
| 3.  | NEVER END                 | 6:07    |
|     |                           |         |
| 4.  | LOVE 2000                 | 5:04    |
|     |                           |         |
| 5.  | PLEASE SMILE AGAIN        | 4:44    |
|     |                           |         |
| 6.  | think of me               | 4:26    |
|     |                           |         |
| 7.  | SOMETHING 'BOUT THE KISS  | 4:45    |
|     |                           |         |
| 8.  | lovin' it ft. VERBAL      | 5:01    |
|     |                           |         |
| 9.  | I HAVE NEVER SEEN         | 5:37    |
|     |                           |         |
| 10. | HimAWArI                  | 4:46    |
|     |                           |         |
| 11. | no more tears             | 5:48    |
|     |                           |         |
| 12. | I WILL                    | 6:41    |
|     |                           |         |
|     |                           | 1:02:06 |
|     |                           |         |

## Produkcja
- Producenci - Dallas Austin, Tetsuya Komuro, Max Matsuura
- Durekcja - Yuko Kawai, Kenji Sano
- Remiksowanie - Kevin "KD" Davis, Eddie Delena, Dave Ford, Jon Gass, Eiji Isomura, Manny Maloquin, Chris Puram
- Zdjęcia - Shoji Uchida

## Personel
- Namie Amuro - wokal, wokal wspierający
- Verbal - wokal
- Terry Bradford - wokal wspierający
- Andy Caine - wokal wspierający
- Jennifer Carr - wokal wspierający
- Sheila E. - wokal wspierający, perkusja, bębny
- Debra Killings - wokal wspierający
- Ken Kimura - gitara
- Tetsuya Komuro - pianino akustyczne, suntezator
- Lynn Mabry - wokal wspierający
- Kazuhiro Matsuo - gitara akustyczna
- Julia Roberts - wokal wspierający
- Michael Thompson - gitara
- Will Wheaton Jr. - wokal wspierający

## Oricon
Album utrzymywał się przez dziewięć tygodni w rankingu. W tym czasie sprzedano  314 570 kopii.
| Diagram                                                    | Pozycja |
| ---------------------------------------------------------- | ------- |
| Dzienny diagram Oricon (w pierwszym dniu sprzedaży)        | #2      |
| Tygodniowy diagram Oricon (w pierwszym tygodniu sprzedaży) | #3      |
| Miesięczny diagram Oricon (w pierwszym miesiącu sprzedaży) | -       |
| Roczny diagram Oricon                                      | -       |